# Jana Matiašovská
Jana Matiašovská-Ağayeva, coniugata Kulan (Bratislava, 7 luglio 1987), è una pallavolista slovacca naturalizzata azera, schiacciatrice delle Toray Arrows Shiga.

## Carriera

### Club
La carriera di Jana Matiašovská inizia nel settore giovanile dello Slávia Bratislava, club col quale inizia la carriera professionistica nella stagione 2004-05, aggiudicandosi la Coppa di Slovacchia. Per motivi di studio si trasferisce negli Stati Uniti d'America, dove prende parte alla NCAA Division I con la Louisville.
Terminata l'università, nel gennaio 2009 firma con l'Uraločka, club della Superliga russa col quale disputa anche il campionato 2009-10. Nel campionato seguente invece viene ingaggiata nella Superliqa azera dall'Azərreyl, col quale si aggiudica la Challenge Cup, per poi giocare la stagione 2011-12 nella seconda squadra del club, l'Azəryolservis.
Dopo una stagione in Corea del Sud con lo Hyundai Hillstate, torna in Azerbaigian per il campionato 2013-14, vestendo questa volta la maglia dell'Azəryol. Nella stagione seguente firma con l'Trefl Sopot, nella Liga Siatkówki Kobiet, tuttavia lascia il club dopo pochi mesi, firmando col Çanakkale e completando l'annata nella Voleybol 1. Ligi turca.
Nel campionato 2015-16 approda nella Volleyball League A cinese, dove difende i colori del Beijing; conclusi gli impegni con la formazione cinese, torna in Turchia col Balıkesir BB, club impegnato in serie cadetta col quale termina l'annata. Nel campionato 2016-2017 torna al Çanakkale, nella massima divisione turca, categoria dove resta anche nella stagione 2017-18 giocando con il Beylikdüzü Vİ.
Nell'annata 2018-19 si trasferisce nel massimo campionato giapponese, ingaggiata dalle Toray Arrows, ricevendo diversi riconoscimenti individuali e aggiudicandosi il Torneo Kurowashiki 2019 e 2022, venendo anche insignita del premio di MVP in entrambi i casi.

### Nazionale
Nel 2004 debutta nella nazionale slovacca nel corso delle qualificazioni al campionato europeo 2005, facendone parte senza grandi risultati fino alle qualificazioni al campionato europeo 2007 tenutesi nel 2006.
Nel 2013 cambia nazionalità sportiva, cambiando il proprio cognome in Matiašovská-Ağayeva e debuttando così nella nazionale azera un anno dopo, in occasione delle qualificazioni europee al campionato mondiale 2014. In seguito vince la medaglia d'oro all'European League 2016.

## Palmarès

### Club
- Coppa di Slovacchia: 1

2004-05
- Torneo Kurowashiki: 2

2019, 2022
- Challenge Cup: 1

2010-11

### Nazionale (competizioni minori)
- European League 2016

### Premi individuali
- 2008 - All-America Third Team
- 2019 - V.League Division 1: Miglior spirito combattivo
- 2019 - V.League Division 1: Miglior realizzatrice
- 2019 - V.League Division 1: Miglior servizio
- 2019 - V.League Division 1: Sestetto ideale
- 2019 - Torneo Kurowashiki: MVP
- 2019 - Torneo Kurowashiki: Sestetto ideale
- 2021 - V.League Division 1: Miglior realizzatrice
- 2021 - V.League Division 1: Sestetto ideale
- 2022 - V.League Division 1: Miglior realizzatrice
- 2022 - V.League Division 1: Sestetto ideale
- 2022 - Torneo Kurowashiki: MVP
- 2022 - Torneo Kurowashiki: Sestetto ideale